# Tocoa
Tocoa es un municipio del departamento de Colón en la República de Honduras. El municipio más poblado del departamento. Además es una ciudad, considerada la principal ciudad del departamento de Colón.

## Toponimia
El origen del nombre Tocoa, es un gentilicio originado de "Tocoacin" que significa lugar de espigas verdes y tierra de maíz, y de "Toctlihacan" partícula posesiva indicativa del lugar. En este lugar se han encontrado vestigios arqueológicos como piedra de jade y barro de obsidiana. El nombre de Tocoa es "Tocoana" que significa valle de montes altos y verdes.

## Límites
| Orientación | Límite                              |
| ----------- | ----------------------------------- |
| Norte       | Municipio de Trujillo, Colón        |
| Sur         | Municipio de San Esteban, Olancho   |
| Sur         | Municipio de Gualaco, Olancho       |
| Este        | Municipio de Bonito Oriental, Colón |
| Oeste       | Municipio de Sabá, Colón            |

## Geografía
El municipio está localizado en el departamento de Colón, en el valle del Aguán, en la margen derecha del río Aguán y con una ubicación cartográfica de 15° 39’ latitud Norte y a 86° 00’ Oeste del meridiano de Greenwich, con una elevación promedio de 38 m s. n. m.. Está situado entre los cerros de García y La Abisinia. Se encuentra a:
| km  | De                     |
| --- | ---------------------- |
| 28  | Sabá, Colón            |
| 54  | Trujillo, Colón        |
| 70  | Olanchito, Yoro        |
| 85  | Sonaguera, Colón       |
| 105 | La Ceiba, Atlántida    |
| 303 | San Pedro Sula, Cortés |

### Hidrografía
Sus tierras las riegan los ríos Tocoa, Aguán, Taujica y Salamá, los cuales se encuentran alrededor de la ciudad.

## Clima
Su clima es naturalmente caliente tropical, con una temperatura promedio de 29 °C; el periodo de lluvia está comprendido entre los meses de mayo a diciembre, con una precipitación pluvial promedio de 1000 mm al año.
| Parámetros climáticos promedio de Tocoa, Honduras | Parámetros climáticos promedio de Tocoa, Honduras | Parámetros climáticos promedio de Tocoa, Honduras | Parámetros climáticos promedio de Tocoa, Honduras | Parámetros climáticos promedio de Tocoa, Honduras | Parámetros climáticos promedio de Tocoa, Honduras | Parámetros climáticos promedio de Tocoa, Honduras | Parámetros climáticos promedio de Tocoa, Honduras | Parámetros climáticos promedio de Tocoa, Honduras | Parámetros climáticos promedio de Tocoa, Honduras | Parámetros climáticos promedio de Tocoa, Honduras | Parámetros climáticos promedio de Tocoa, Honduras | Parámetros climáticos promedio de Tocoa, Honduras | Parámetros climáticos promedio de Tocoa, Honduras |
| Mes                                               | Ene.                                              | Feb.                                              | Mar.                                              | Abr.                                              | May.                                              | Jun.                                              | Jul.                                              | Ago.                                              | Sep.                                              | Oct.                                              | Nov.                                              | Dic.                                              | Anual                                             |
| ------------------------------------------------- | ------------------------------------------------- | ------------------------------------------------- | ------------------------------------------------- | ------------------------------------------------- | ------------------------------------------------- | ------------------------------------------------- | ------------------------------------------------- | ------------------------------------------------- | ------------------------------------------------- | ------------------------------------------------- | ------------------------------------------------- | ------------------------------------------------- | ------------------------------------------------- |
| Temp. máx. media (°C)                             | 29.5                                              | 29.8                                              | 32.8                                              | 34.2                                              | 34.8                                              | 38.2                                              | 33.2                                              | 33.2                                              | 32.9                                              | 31.8                                              | 30.2                                              | 28.9                                              | 32.5                                              |
| Temp. media (°C)                                  | 24.4                                              | 24.6                                              | 26.6                                              | 27.9                                              | 28.8                                              | 28.4                                              | 27.8                                              | 27.8                                              | 27.8                                              | 26.9                                              | 25.7                                              | 24.5                                              | 26.8                                              |
| Temp. mín. media (°C)                             | 19.4                                              | 19.4                                              | 20.4                                              | 21.6                                              | 22.8                                              | 23.1                                              | 22.4                                              | 22.5                                              | 22.7                                              | 22.1                                              | 21.2                                              | 20.2                                              | 21.5                                              |
| Fuente: CLIMATE-DATA.ORG                          |                                                   |                                                   |                                                   |                                                   |                                                   |                                                   |                                                   |                                                   |                                                   |                                                   |                                                   |                                                   |                                                   |

## Historia

### Fundación y primeros años
En 1871, fue fundada Tocoa, siendo un patio de Trujillo, sus primeros pobladores de origen olanchano, entre ellos, las familias Melgar, Núñez, Andrade, Barrios Licona y Barrientos (familia oliva Solís) quienes fundaron un pequeño caserío al que no se declaró como municipio hasta en 1892. Su primer alcalde fue el Sr. Juan Jacinto Barrientos Evangelista y Juan Lanza siendo el presidente provisional de Honduras, el señor Rosendo Agüero Ariza.
Sin embargo, existe otra versión sobre la historia de Tocoa: Tocoa fue el tercer municipio de fundarse en el departamento de Colón. Sus pobladores originalmente fueron provenientes de los Departamentos de Olancho y el Paraíso; y presuntamente se fundó el 11 de junio de 1882.

## Población
Con una población estimada de 105,295 habitantes a julio de 2020, es una de las ciudades más pobladas del norte del país y la más poblada en el departamento de Colón.

## Educación
La educación en la ciudad de Tocoa ha crecido mucho en los últimos años, ya que en la actualidad cuenta con 110 centros educativos.
| Establecimiento                     | Cantidad |
| ----------------------------------- | -------- |
| Jardines de niños (kinder) públicos | 34       |
| Jardines de niños (kinder) privados | 4        |
| Escuelas públicas                   | 58       |
| Escuelas privadas                   | 6        |
| Escuelas nocturnas                  | 2        |
| Colegios públicos                   | 5        |
| Colegios privados                   | 3        |

Tocoa también cuenta con 8 tipos de programas de Educación de larga Distancia:
- Programa Hondureño de Educación comunitaria PROHECO
- CCEPREB
- CEB
- Programa de Formación Continua Para Maestros en Servicio
- Centro Universitario de Educación a Distancia (CUED)
- Centro de Enseñanza Tutorial a Distancia (CETAD)
- Sistema de Educación Media (SEMED)
- Sistema de Aprendizaje Tutorial (SAT)

## Deportes
En la ciudad de Tocoa el deporte es uno de los factores culturales más importantes. Dentro de la ciudad existen dos equipos de fútbol: el Club Deportivo Real Sociedad y el Club Atlético Boca Juniors militan en la Liga de Ascenso de Honduras o segunda división. Ambos clubes disputan sus partidos locales en el Estadio Francisco Martínez Durón, aunque el Boca Juniors suele jugar gran parte de sus partidos en otro campo de fútbol. En Tocoa también se practican otros deportes como el baloncesto.

## Economía

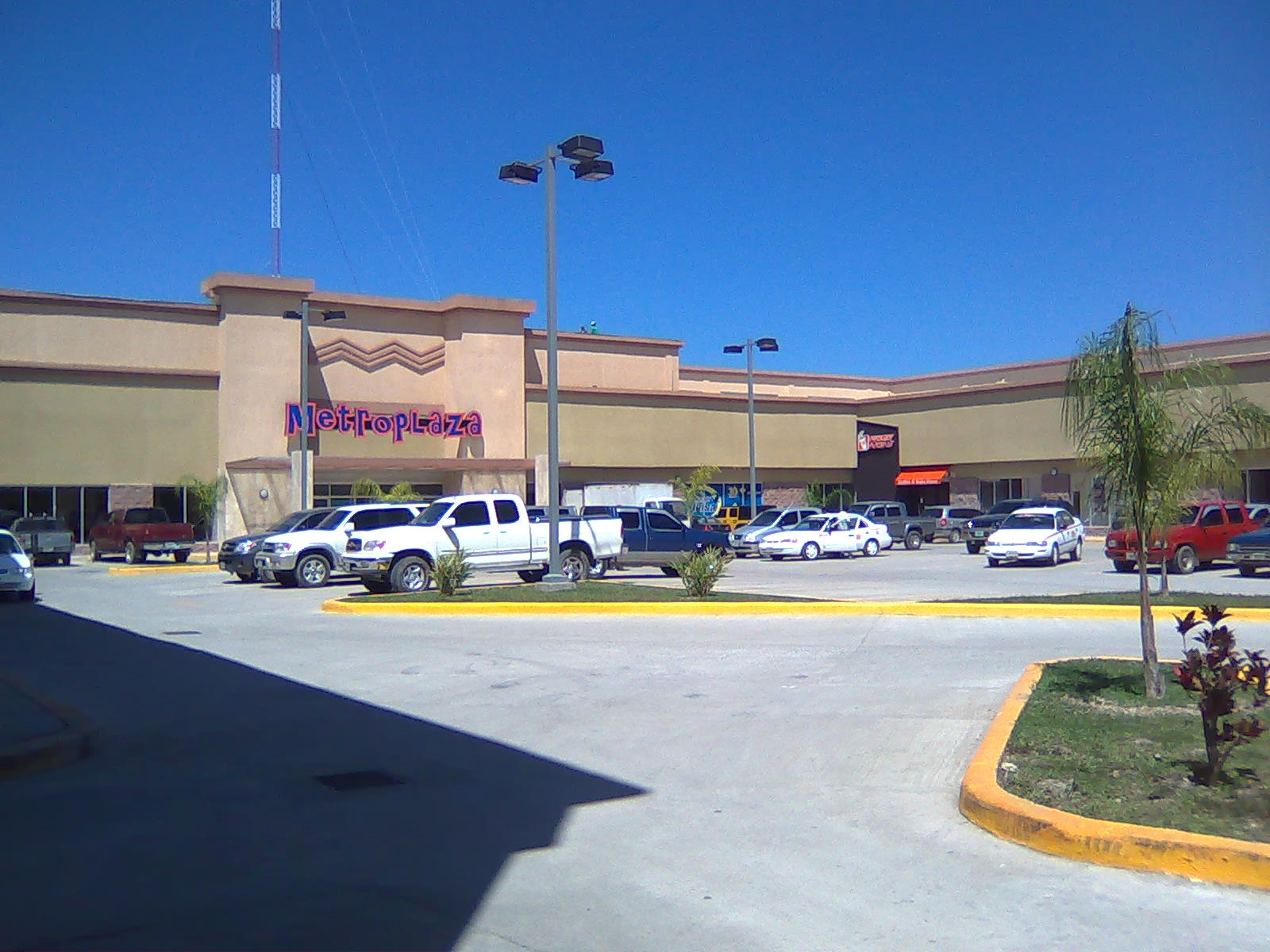
Mall Metroplaza Tocoa.

Funciona como uno de los puntos comerciales más grandes de la República de Honduras, y es junto a Trujillo un punto indispensable para el turismo en el norteño Departamento de Colón.
La ciudad de Tocoa produce en su mayoría palma africana de la cual se fabrica aceite, manteca de cocina y biodiésel. También produce mucha leche ya que es una zona ganadera, la cual una parte se vende a las empresas de lácteos de Honduras y la otra se consume en la zona. De igual forma, se cultiva maíz, frijoles, arroz, y verduras en pequeñas cantidades. Así mismo se cultiva la naranja, plátano y en su tiempo de siembra se cultiva sandía, también en pequeñas cantidades.
Por ser una zona agrícola y su estratégica ubicación en el centro del valle del Aguán, la ciudad está experimentando un despegue económico por primera vez esto se refleja en los nuevos centros comerciales y comidas rápidas.

## Política
| Puesto      | Funcionario                      | Partido político       |
| ----------- | -------------------------------- | ---------------------- |
| Alcalde     | Adán Fúnez Martínez              | Libertad y Refundación |
| Vicealcalde | Marco Aurelio Maradiaga Molina   | Libertad y Refundación |
| Regidor 1   | Félix Alberto Chávez Romero      | Partido Nacional       |
| Regidora 2  | Vilma Teresita Dubón Domínguez   | Libertad y Refundación |
| Regidora 3  | Gavy Yaritza Nájera Acosta       | Partido Nacional       |
| Regidor 4   | Juan Antonio López               | Libertad y Refundación |
| Regidor 5   | Boris Simeón Elencoff Martínez   | Partido Liberal        |
| Regidor 6   | Rommel Iván Barralaga Chinchilla | Partido Nacional       |
| Regidor 7   | Felipe de Jesús Murillo Damas    | Libertad y Refundación |
| Regidor 8   | Carlos Leonel George George      | Todos por Tocoa        |
| Regidor 9   | José Arny Estrada Delcid         | Salvador de Honduras   |
| Regidora 10 | Mirian Dayana Pineda Cardoza     | Partido Liberal        |

## Gastronomía
En el Departamento de Colón, y por ende la ciudad de Tocoa, la gastronomía local es muy variada. Dentro de los principales platos típicos de Tocoa se encuentra: Tapado de pescado, Sopa de pescado fresco, Tortas de pescado enhuevadas, Carne fría de cerdo y res, Lomo frito,
Chanfaina de menudos,
Macho corriendo,
Sopa de olla,
Sopa de mondongo,
Sopa de albóndigas,
Sopa de frijoles con carne y banano verde.

## Transporte
En Tocoa existen varias formas de transportarse por toda la ciudad. Uno de los móviles de transporte más económicos son los buses urbanos, en los cuales el pasaje no supera los veinte y cinco lempiras. Sin embargo, existen otros medios de transporte más cómodos en cuanto a confort, como lo es el servicio local de microbuses o de taxis, los cuales pueden variar en cuanto a precio.

## División política

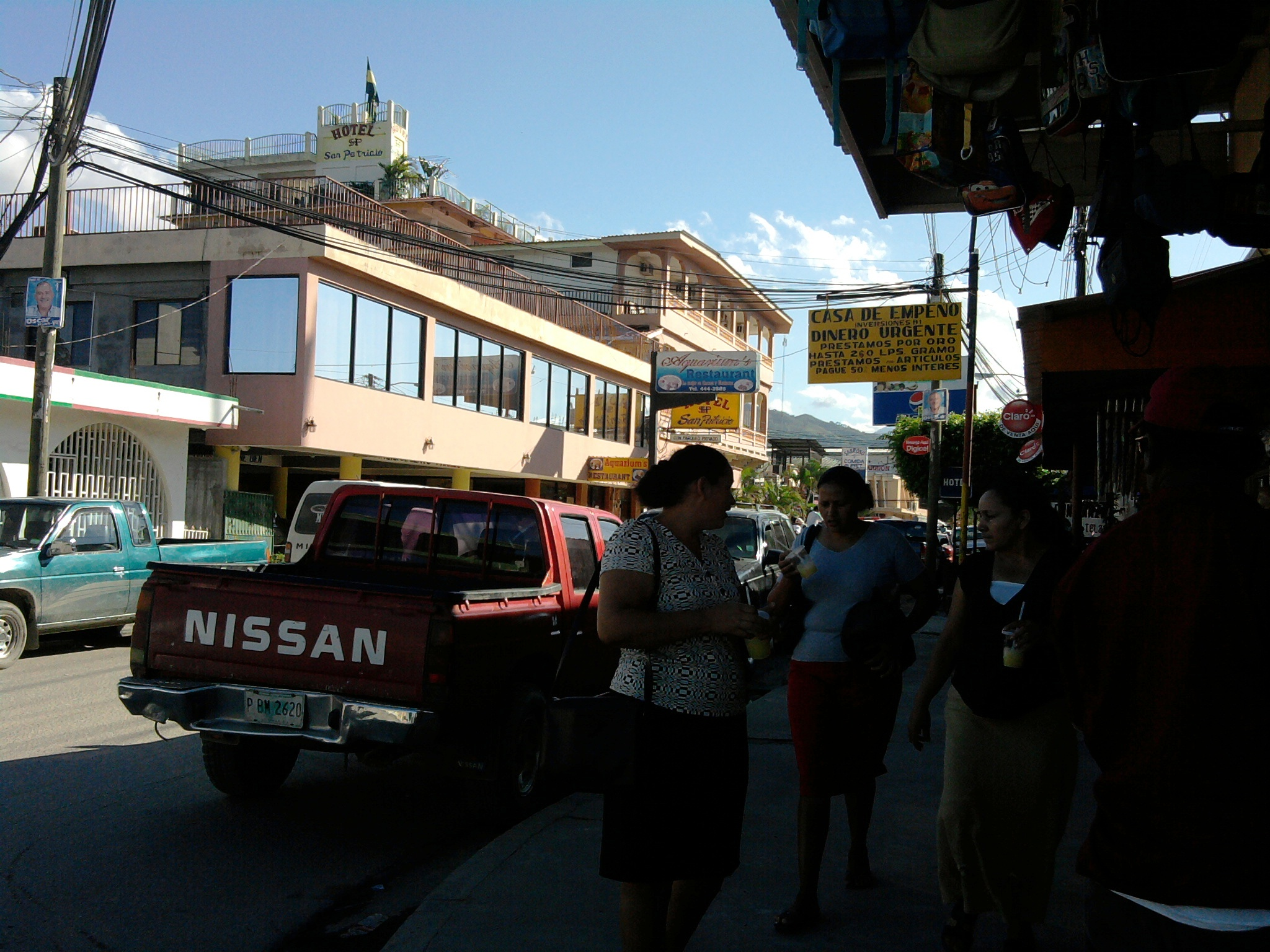
Una vista típica de la vida en las calles de Tocoa.

- Aldeas: 18 (2013)
- Caseríos: 175 (2020)